# Klinisk prövning
Klinisk prövning, även kallad klinisk studie, är en undersökning på friska eller sjuka människor för att studera effekten av ett läkemedel eller behandlingsmetod. Kliniska prövningar delas upp i olika faser. Dessa faserna benämns Fas I, Fas II, Fas III och Fas IV. Fas II brukar indelas i tidig fas (Fas IIa) och sen fas (Fas IIb).
Idén med kontrollerade kliniska prövningar är att man skall jämföra en kontrollgrupp som inte får behandlingen med en grupp som faktiskt får den (interventionsgrupp). En randomiserad kontrollerad studie kan anses vara den gyllene standarden för att jämföra två olika behandlingsformer (till exempel läkemedel).
Exempel på en klinisk prövning är för att utvärdera substansers lämplighet som läkemedel, för att studera effekterna av olika dieter, samt för att studera olika behandlingars effekt inom mentalsjukvården.

## Historia
Den första kända kliniska prövningen genomfördes av skeppsläkaren James Lind (1716-1794). Ombord på fartyget Salisbury genomförde han ett test av behandling av skörbjugg. Han testade sex olika behandlingar på tolv besättningsmän. Bland annat behandlades två sjömän med citrusfrukter vilket visade sig att hjälpa.       
På amerikansk engelska är benämningen "clinical trial" och i brittisk engelska används "clinical study", det har lett till de två olika benämningarna "klinisk prövning" och "klinisk studie" på svenska som båda används parallellt.

## Faserna
- Fas I, utförs vanligen på en mindre grupp forskningspersoner (20-100 personer).[2] Till Fas I hör de inledande prövningar där läkemedlet undersöks med avseende på säkerhet, hur läkemedlet bryts ner i kroppen samt dess effekter. Den prövning där studieläkemedlet för första gången ges till människa kallas First In Human (FIH)-prövning och ställer särskilda krav på prövaren och studiekliniken.[3] För de flesta terapiområdena undersöks läkemedel i Fas I med hjälp av friska, frivilliga forskningspersoner.[4] I Fas I-studien ger man forskningspersonen endast en liten del av den mängd som ges till försöksdjur, eftersom effekten på människor är helt okänd.

- Fas II, utförs på en större grupp patienter som lider av en sjukdom (20-3000) för att studera hur effektivt läkemedlet är för att behandla sjukdomen. Under fas II brukar man vanligtvis också bedriva dosstudier som avser komma fram till vilken dos det framtida läkemedlet ska ges till patienter. Denna dos används senare i fas III-studierna.

- Fas III, utförs på en mycket stor patientgrupp (300-30000) för att slutgiltigt definiera hur användbart läkemedlet är för att behandla sjukdomen i fråga. Denna patientgrupp skall så långt som möjligt efterlikna den population som det färdiga läkemedlet skall användas på som vikt, ålder, kön etc. Man jämför med den nuvarande standardbehandlingen eller med placebo (sockerpiller) om det inte finns någon standardbehandling för sjukdomen ifråga. Fas III kan även delas in i två undergrupper Fas IIIa och Fas IIIb. I Fas IIIa har läkemedlet inte kommit ut på den öppna marknaden ännu och under Fas IIIb finns läkemedlet på marknaden men man provar nya användningsområden för det.

- Fas IV, Efter att läkemedlet har börjat att säljas på marknaden kommer nya ovanliga biverkningar att upptäckas. Fas IV kan ses som en övervakning av vad som händer.

## Något om metodik
Inklusions- och exklusionskriterier: Då en studie genomförs, bestämmer sig de som genomför studien för vilka kriterier som skall uppfyllas av patienterna för att de skall få deltaga i studien. Ett problem med detta är att den delpopulation som väljs ut inte representerar den hela populationen. För att underlätta studiens resultat väljer man oftast att utesluta personer som lider av flera sjukdomar eller som använder flera läkemedel. Även äldre (över 70 år) brukar undvikas, detta helt enkelt på grund av högre risk att de dör innan studien är avslutad (competing risk). Detta är inte bra på grund av de äldre är en stor grupp läkemedelsanvändare och läkemedel som testas och utvärderats på yngre personer sedan förskrivs till en patientgrupp där de inte har testats för.      

### Syfte med kliniska prövningar
- Effektstudie - Undersöka om A är signifikant bättre än placebo, eller om A är signifikant bättre än B.
- Ekvivalensstudier - Handlar om att undersöka om A är lika bra som B, om det är bättre bryr man sig inte om. Anledningen till att göra en ekvivalensstudie kan vara att A har färre biverkningar eller är billigare.[5]

### Studiedesign
Cross over innebär att de som först fått placebo sedan får interventionen och för den andra gruppen är det tvärtom. Fördelen med detta är att patienterna är sin egen kontroll.  

### Randomisering
Att studien är randomiserad stärker studiens trovärdighet eftersom det då är slumpen som avgör vilken patient inom en viss grupp som erhåller den studerade behandlingen. Den ska helst också ha en motsvarande randomiserad kontrollgrupp, som erhåller gängse medicinsk behandling eller i vissa fall placebo. Man talar då om en randomiserad kontrollerad studie. Utan randomiseringen finns det en risk för bias (systematiska fel), vilket kan medföra till exempel att de lite friskare patienterna, medvetet eller omedvetet, placeras i behandlingsgruppen och de lite sjukare i kontrollgruppen.
Då patienterna har randomiserats i studien får de inte avlägsnas även om de inte gör vad som är tänkt, om man vill studera resultatet utifrån så kallad intent to treat. Finns det en osäkerhet kring patienternas förmåga att följa studiens regler, kan detta testas genom ett s.k. run in före randomiseringen.
Randomiseringen kan genomföras med olika tekniker. Många kliniska prövningar utger sig för att vara randomiserade trots de inte är det i egentlig mening.

### Maskering/Blindning
För att ytterligare minimera placebo effekten och inte förkasta motsägande data som felaktig så kan de som är delaktiga i studien maskeras. Om det bara är patienterna så är det ett enkelblint test, är även de som samlar in data ovetande om vem som får vilken behandlingen så är det ett dubbelblint test, skulle även den som behandlar data vara maskerad så är det ett trippelblint test.
Fördelen med att maskera är uppenbar för att förhindra bias (medvetna eller omedvetna fel). Problemet är att maskering leder till ökade kostnader och ökad logistik.  
Ett annat problem är s.k. unmasking vilket innebär att patienterna eller sjukvårdspersonalen klarar av att lista ut vilken behandling som är placebo och vilken som är den riktiga.  
En del interventioner går inte eller kan vara svåra att maskera; exempel på detta är dieter och kirurgi.

### Följsamhet
Är en fråga om hur bra patienterna följer de anvisningar som de har gett, om ex. läkemedlet tas i rätt dos och vid rätt tid eller om det tas överhuvudtaget. Icke-efterlevnad är ett problem eftersom det späder ut den fulla effekten av interventionen. 
En liknande term som används är adherance, den termen syftar inte till att skuldlägga forskningspersonen, utan orsaken till en dålig efterlevnad kan vara svåra biverkningar.

### Stickprov
Oavsett vad som skall studeras gäller det att man har uppskattat förekomsten av det. Detta kan vara ex. minskning av hjärtinfarkter eller något annat. Problemet är att om gruppen är för liten i förhållande till effekten så kommer det inte gå att finna någon effekt. Att gruppen är för liten i förhållande till förekomsten av vad som studeras är ett vanligt problem bland kliniska prövningar. Anledningen till detta är flera; en överskattning av effekten, problem med att rekrytera personer till studien eller avhopp från studien. Alla dessa faktorer leder till ett mindre antal patienter, vilket resulterar i mindre sannolikhet att finna ett samband.

### Mätningar
Problemet med mätningar är, när skall de genomföras och hur ofta. Ett exempel på en variabel som fluktuerar är blodtryck. Beroende på när det mäts kan det ligga inom intervallet som gör det möjligt att ingå i studien medan en annan gång kan samma variabel ligga utanför. Skulle endast patienter väljas utifrån ett enda högt värde, kommer det att finnas en tendens att blodtrycken sänks just av den anledningen att man mäter vid ett annat tillfälle. Blodtryck är ingen konstant variabel. Denna effekt kallas för återgång till medelvärdet (eng. regression to the mean).     
Utfallet är den variabeln som skall studeras, ofta en behandlingseffekt. En del saker kan vara svåra att mäta och då använder man sig av en surrogatvariabel ex. kolesterol. Fördelarna är att det behövs ett mindre urval och att det är lättare att visa signifikant skillnad. Problemet är dock att surrogatvariabler kan ge ett missvisande resultat. 
Kliniska prövningar är mycket dyra att genomföra, på grund av att det krävs många patienter eller forskningspersoner och att dessa ofta följs under en längre tid. Detta är en stor anledning till att utvecklingskostnaderna för läkemedel är så höga.

#### Prioriterade utfall
Utfall är de behandlingseffekter i en studie som forskaren väljer att mäta. Vilka utfall som väljs i en studie kan ha stor betydelse när forskningsresultaten tillämpas, bland annat vid beslut om behandling. Det har därför föreslagits att valet av utfall ska bygga på vad patienter anser är viktigt att undersöka, och inte enbart på vad forskare eller forskningsfinansiärer själva tror om detta.
En uppsättning av så kallade prioriterade utfall (engelska: core outcome set) är ett överenskommet minimiurval av utfall som har prioriterats som särskilt viktiga att mäta och rapportera i kliniska studier av ett specifikt tillstånd. De prioriterade utfallen bör ange både vad som ska mätas och hur det ska gå till. Utfallen väljs ut genom att en eller flera intressentgrupper deltar i en gemensam prioritering, där patienters och brukares perspektiv är särskilt viktigt.

### Avhopp från studien
Detta är ett problem eftersom man då kommer att sakna information vid studien slut detta kommer leda till ett problem hur den ofullständiga data skall hanteras. Ett stort avhopp från studien eller ett ojämnt avhopp mellan kontroll och interventionsgrupp är en varningssignal.

## Protokoll
Protokollet innehåller all information om studien hur den ska utföras, hur många patienter som ska ingå och hur biverkningar skall hanteras. Protokollet ska endast ha en primär frågeställning som studien skall ge svar på. Frågan kommer att påverka hur stort urval som behövs.   
Sekundära frågor kan vara att se om det finns någon specifik grupp som uppvisar en ökad eller en minska risk.

## Etik
Efter de experiment som nazisterna utförde på människor under andra världskriget, så insåg man behovet av ett regelverk. Det som skapades var Helsingforsdeklarationen och är något som alla kliniska prövningar skall följa.
Informerat samtycke (informed consent) innebär att patienten är medveten om de eventuella riskerna som patienten exponeras för samt möjligheten att antingen få placebo eller läkemedel. Patienten skall också alltid ha rätt att dra sig ur studien om de vill utan att det skall få några negativa konsekvenser.
Det finns ett inbyggt problem med att ge en grupp placebo och den andra gruppen till exempel ett läkemedel. Tumregeln som bör användas är att om den som är ansvarig själv hade valt en grupp framför den andra så är det inte etiskt försvarbart att genomföra studien.
Ett annat etiskt dilemma är att ge läkemedel till gravida och barn, se läkemedlet Neurosedyn.

## Tillsyn av kliniska prövningar
För att få utföra en klinisk prövning på människa i syfte att studera ett läkemedels egenskaper måste man ansöka om tillstånd hos Läkemedelsverket samt Etikprövningsmyndigheten. Här görs en vetenskaplig samt etisk bedömning och ansökan granskas ur två aspekter: 
- säkerheten skall vara den högsta möjliga för de friska forskningspersoner eller patienter som kan komma att inkluderas
- upplägget av studien vara sådant att resultatet blir vetenskapligt korrekt.

Kliniska prövningar utförs enligt överenskommelser på internationell nivå för att studierna inte ska behöva upprepas i varje land för att gälla. För veterinära läkemedel gäller däremot nationella bestämmelser. 
Läkemedelsverket utför också inspektioner på klinikerna för att kontrollera att de kliniska prövningarna utförs enligt den fastställda prövningsplanen.